# 白鯨 (阿拉斯加州)
白鯨（英語：Beluga）是位於美國阿拉斯加州基奈半島自治市鎮的一個非建制地區和人口普查指定地區。根據2010年美國人口普查，該地人口為20人，而該地的面積約為267.80平方千米。

## 地理
白鯨的座標為61°08′02″N 151°09′53″W / 61.13389°N 151.16472°W，而該地的平均海拔高度為34米（即112英尺）。